# Assault & Battery
Assault & Battery ist das zweite Album der australischen Hard-Rock-Band Rose Tattoo. es erschien 1981 über Albert Productions in Australien und über Carrere und WEA Records in Europa und den Vereinigten Staaten.

## Entstehungsgeschichte
Nachdem das erste Album Rose Tattoo erst drei Jahre nach der australischen Veröffentlichung im Rest der Welt erschienen war, kam der Nachfolger in Teilen der Welt fast gleichzeitig auf den Markt. Das Album wurde wieder in den Albert Studios in Sydney, Australien, aufgenommen und von den erfahrenen Produzenten George Young und Harry Vanda produziert. Im Gegensatz zum Debüt, bei dem die komplette Band für das Songwriting verantwortlich war, stammten nun die meisten Lieder von Angry Anderson und Mick Cocks.
Kurz vor Veröffentlichung hatte die Band einen gefeierten Auftritt auf dem Reading Festival, das das kontroverse und harte Image der Band zementieren sollte. Dem Album folgte eine Headliner-Tournee und eine Tour im Support von Rainbow, die die Band im Vereinigten Königreich bekannt machte.

## Titelliste

### A-Seite
1. Out of This Place (Anderson, Cocks) – 4:21
2. All The Lessons (Anderson, Cocks) – 3:07
3. Let It Go (Anderson, Cocks) – 3:49
4. Assault & Battery (Anderson, Cocks) – 3:33
5. Magnum Maid (Anderson, Wells) – 3:12

### B-Seite
1. Rock ’n’ Roll Is King (Anderson, Cocks) – 4:25
2. Manzil Madness (Anderson, Wells) – 2:17
3. Chinese Dunkirk (Anderson, Royall, Leach, Cocks, Wells) – 5:56
4. Sidewalk Sally (Anderson, Cocks) – 3:07
5. Suicide City (Anderson, Cocks) – 4:11

### Wiederveröffentlichung
Das Album wurde 2008 von Repertoire Records im Digipak wiederveröffentlicht. Neben Liner Notes von Journalist Michael Heatley enthält das Album zwei Bonustracks: die Single-Version von Rock ’n’ Roll Is King (3:28) und die B-Seite I Had You First (2:34).

## Texte
Die Texte der Band sind sehr direkt und unverblümt. Beherrscht von einem „männlichen“ Image sind die meisten Lieder sehr anzüglich, so zum Beispiel Magnum Maid, Sidewalk Sally oder I Had You First. Weitere Textinhalte sind das harte Outlaw-Leben in Australien. Der Titelsong Assault & Battery (dt. „Gewaltanwendung und Körperverletzung“) beispielsweise basiert auf der Festnahme Angry Andersons, nachdem er einen Polizisten angegriffen hatte.

## Singleauskopplungen
Aus dem Album wurden die Single Rock ’n’ Roll Is King (B-Seite: I Had You First) ausgekoppelt. Eine Rarität in der Diskographie der Band bildet die Doppel-7’’-Single Assault & Battery mit vier Liedern. Neben dem Titellied Astra Wally und One of the Boys vom Debütalbum und Manzil Madness vom zweiten Album.